# نهر زمبيزي
نهر الزمبيزي هو أحد الأنهار الكبيرة في أفريقيا، ورابع أطول نهر في هذه القارة، ويعد من أكبر الأنهار الأفريقية التي تصب في المحيط الهندي. ومساحة حوض هذا النهر 1,390,000 كيلومتر مربع
أي أقل من نصف مساحة حوض نهر النيل.
يبلغ طول النهر 2574 كيلومتر، ومنبعه من زامبيا، ويجري عبر أنغولا، وعلى طول الحدود بين ناميبيا وبوتسوانا، ثم يدخل مرة أخرى أرض زامبيا، ويجري في زيمبابوي حتى موزمبيق ثم يصب في المحيط الهندي. ومن أهم ما اشتهر به هذا النهر هو شلالات فكتوريا، وهناك أيضا شلالات شوفوما التي تقع على الحدود بين زامبيا وأنغولا، وشلالات نغوني بالقرب من «سيوما» في غرب زامبيا. وعلى هذا النهر محطتين رئيسيتين لتوليد الطاقة الكهرومائية، ويقع على هذا النهر سد كاريبا الذي يوفر الطاقة الكهربائية لكل من زامبيا وزيمبابوي. والسد الثاني هو سد كاهورا باسا في موزمبيق الذي يولد الطاقة الكهربائية لكل من موزمبيق وجنوب أفريقيا، وبالإضافة لذلك هناك محطة صغيرة لتوليد الطاقة الكهربائية على شلالات فكتوريا.

## تضاريس النهر

### منبع النهر
مصدر أو منبع النهر في أرض مستنقع سوداء في شمال غربي زامبيا وفي الأجزاء الكثيفة من غابة ميومبو على ارتفاع 1524 متر فوق مستوى سطح البحر، وفي الإتجاه الشرقي للمنبع هناك الحد الفاصل بين حوضي تصريف نهر الكونغو ونهر الزمبيزي في حزام من الأرض المرتفعة والتي تنخفض فجائيا شمالا وجنوبا وتجري شرق وغرب وهذا يقطع حوض تصريف نهر ليولابا (الفرع الرئيس لكونغو العليا) وبالقرب من المنبع فإن حوض تصريف هذا النهر ليس واضحا حتى يمكن تحديده إلا أن نظامي النهرين لا يلتقيان
أما الإقليم الذي يقع ضمن حوض تصريف نهر الزمبيزي فهو عبارة عن هضبة ذات حافة انكسارية واسعة ارتفاعها من 900 - 1200 متر، وفي الزمبيزي الأسفل هناك طبقات رقيقة من الأحجار الرملية الرمادية الصفراء مع وجود أحجار جيرية معترضة تكون ظاهرة في قاع النهر في الفصل الجاف، وهذا يستمر بعد مدينة «تيتي» الواقعة على هذا النهر في موزمبيق، كما يوجد الفحم الحجري في منطقة أسفل شلالات فيكتوريا، وتظهر عروق الذهب على تلك الصخور في عدة أماكن.

### الزمبيزي الأعلى

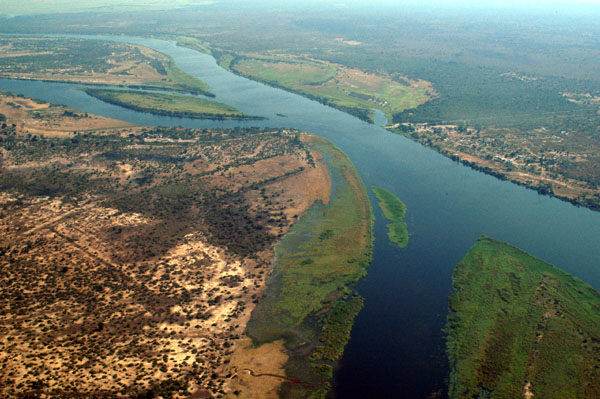
منظر جوي لنهر الزمبيزي عند نقطة التقاء أراضي دول ناميبيا وزامبيا وزيمبابوي وبوتسوانا

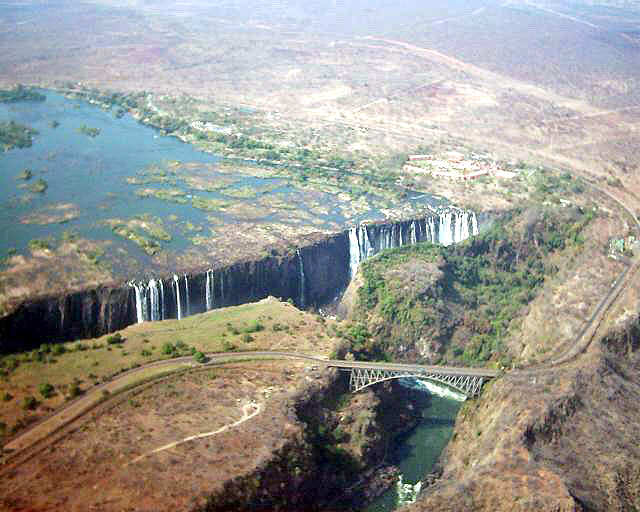
شلالات فكتوريا وعندها انتهاء الزمبيزي الأعلى وبداية الزمبيزي الأوسط

يسير نهر الزمبيزي إلى الجنوب الغربي ثم إلى أنغولا على طول 240 كيلومتر، ثم تنضم له روافد كبيرة مثل «لوينا» و«شيفوماغي» والتي تتدفق من الأراضي المرتفعة شمالا وغربا، ثم ينعطف جنوبا ويشكل سهلا يسيح بالماء ويتغير عرضه في الفصول الجافة والمطيرة، ثم يدخل منطقة ذات كثافة من الأشجار الدائمة الخضرة، ثم في الجهة الغربية هناك أراضي حشائش الزمبيزي الغربية ومنها يدخل النهر أراضي زامبيا ويكون عرضه حوالي 400 متر في الموسم المطير، ويجري بسرعة مع منحدرات تنتهي عند شلالات شافوما حيث تتدفق مياه النهر من خلال شق صخري. وينخفض النهر حوالي 400 متر في مستوى ارتفاعه من المصدر (المنبع)، ثم ينخفض 1500 متر حتى يصل شلالات شافوما و 1100 متر في مساحة حوالي 400 كيلومتر. ومن هذه النقطة وحتى شلالات فيكتوريا يكون مستوى الحوض منتظم ثم ينخفض أيضا 180 متر في مساحة حوالي 800 كيلومتر.
إن أول وأكبر رافد يدخل نهر الزمبيزي هو نهر كابمبو في إقليم شمال غربي زامبيا، وفي أراضي الحشائش (السافانا) يسير النهر على هيئة مياه تسيح على الأرض، ثم إلى الجنوب يلتقي نهر لنغ ويبونغو وهذا بداية أرض السهول الرطبة المطيرة وهي الميزة الأكثر بروزا في الزمبيزي الأعلى إلا أن هذا الجزء ليس مغمورا بالماء كثيرا وتشاهد العديد من الجزر على الأرض المرتفعة في الوسط، ثم هناك 30 كيلومتر تحت أسفل ملتقى نهر لنغ ويبنغو تصبح الأرض مسطحة وسائحة بالمياه واضحة ومثالية ويصل عرضها إلى 25 كيلومتر في الفصل المطير ولأكثر من 200 كيلومتر مع تيار الفيضان السنوي الذي يهيمن على البيئة الطبيعية هناك وحياة الإنسان ومجتمعه وعاداته. ثم بالإتجاه الأسفل وعلى طول 80 كيلومتر هناك نهر لوانغنغا مع روافده التي حوض تصريفها ذو مساحة كبيرة إلى الغرب حيث يلتقي مع نهر الزمبيزي، ثم بعد بلدة «ليلوي» ينعطف النهر باتجاه الجنوب والجنوب الشرقي، ثم من الشرق يستمر في جريانه وتصب فيه عدد من النهيرات الصغيرة ولكن في الغرب لا يغذيه أي رافد لمسافة 240 كيلومتر، هناك شلالات نغوني والمنحدرات التي تليها حيث تحد من الملاحة النهرية، ومن جنوب شلالات نغوني يشكل النهر حدودا لقطاع كابريفي الناميبي، وهذا القطاع كان من مفرزات حقبة الاستعمار حيث أقتطع من ناميبيا وأضيف لمستعمرة جنوب وغرب أفريقيا الألمانية لكي تصل أراضي المستعمرة بأراضي زيمبابوي. وللأسفل من التقاء نهري كوادو والزمبيزي ينحني النهر تقريبا باتجاه الشرق ويصبح واسع وضحل جدا، ويتدفق ببطء ويسير نحو حدود الهضبة الوسطى لأفريقيا ليصل إلى هوة والتي عندها تسقط مياهه على شكل شلالات سميت بشلالات فكتوريا.

### الزامبيزي الأوسط

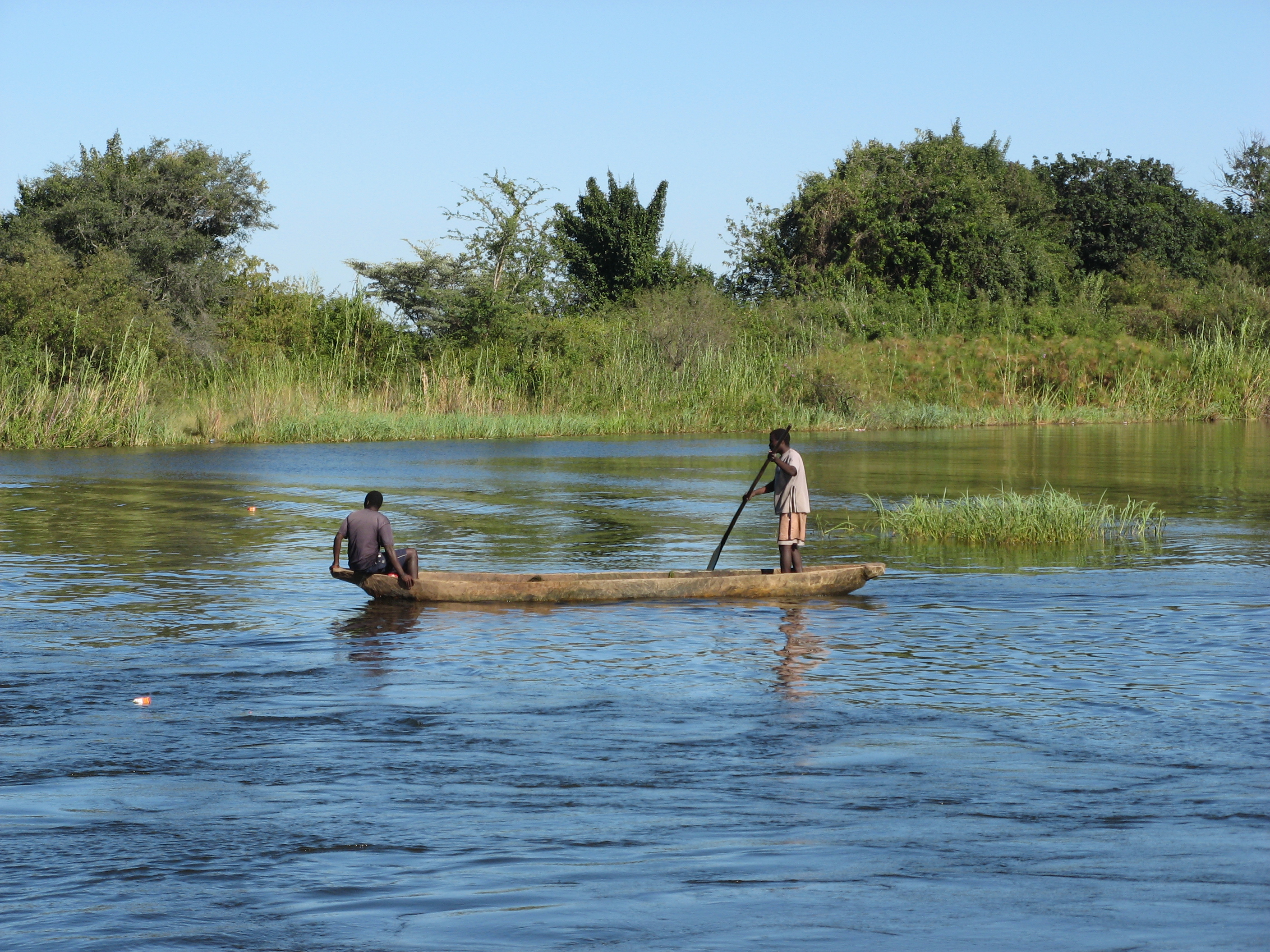
نهر الزمبيزي بالقرب من شلالات فكتوريا، زامبيا

تعتبر شلالات فكتوريا الحد الفاصل بين الزمبيزي الأعلى والزمبيزي الأوسط. من أسفل الشلالات يستمر نهر الزمبيزي في السير شرقا لحوالي 200 كيلومترا قاطعا جدرانا عمودية من أحجار البازلت على أبعاد 20-60 مترا في تلال ارتفاعها ما بين 200-250 متر. ثم يجري النهر بسرعة عالية تعترضه صفائح حجرية يليها عدد من المنحدرات حيث ينهي مسافة 240 كيلومتر من تحت شلالات فكتوريا، وعلى هذه المسافة يكون النهر قد هبط إلى مستوى 250 متر. وفي هذه النقطة يدخل النهر بحيرة كاريبا التي تكونت عام 1959 بعد إقامة سد كاريبا. وهذه البحيرة واحدة من أكبر البحيرات الاصطناعية في العالم، كما أن المحطة المولدة للطاقة الكهربائية في السد توفر الكهرباء لكل من زامبيا وزيمبابوي.
هناك رافدين كبيرين يغذيان نهر الزمبيزي، الأول هو لوانغوا والثاني «كافو». والرافد كافو عبارة عن نهير عميق عرضه حوالي 180 متر يلتقي بنهر الزمبيزي، بينما الرافد لوانغوا يلتقي بالزمبيزي عند بدء دخوله أرض موزمبيق، وينتهي الزمبيزي الأوسط عندما يدخل النهر بحيرة كاهورا باسا، وهي بحيرة تكونت عام 1974 بعد إنشاء سد كاهورا باسا، وقد كان موقع هذه البحيرة قبل إنشاء السد وتكونها عبارة عن منحدرات خطرة تعرف باسم «كيبراباسا».

### الزامبيزي الأسفل

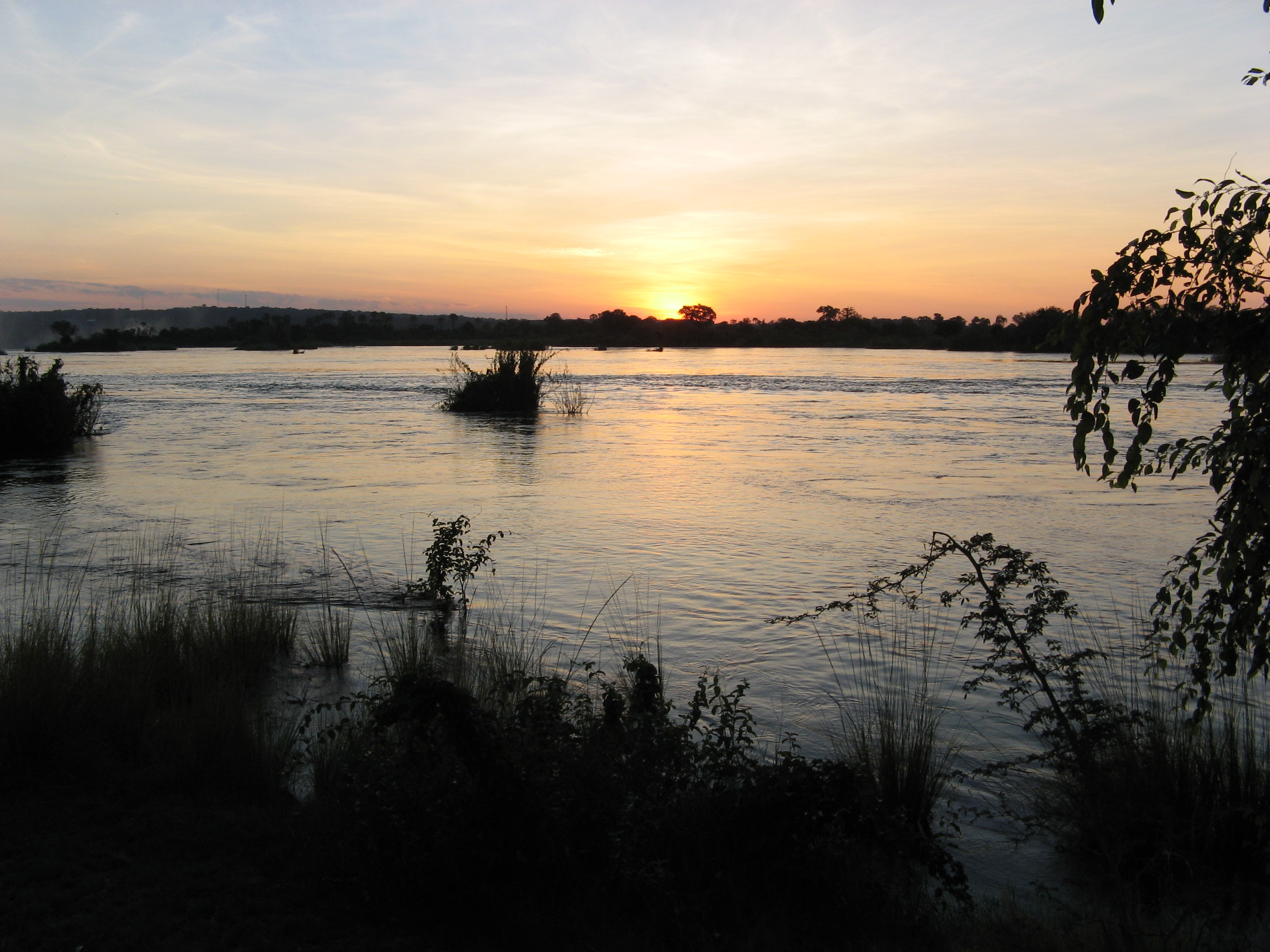
غروب الشمس في نهر الزمبيزي

يبلغ طول نهر الزمبيزي الأسفل 650 كيلومتر من كاهورا باسا حتى المحيط الهندي، وهذه المسافة صالحة للملاحة النهرية إلا أن هناك عددا من الأماكن ضحلة العمق في النهر خلال الفصل الجاف، وتظهر ضحالة المياه عندما يبدأ النهر في الدخول إلى الوادي وينتشر على مساحة أكبر، ولكن في موقع ما يعرف بأخدود ليوباتا الذي يبعد 320 كيلومتر عن مصبه في المحيط الهندي ينحصر النهر بين تلال مرتفعة وبالكاد يكون عرضه 200 متر، وفي أماكن أخرى يصل عرضه من 5-8 كيلومترات وبالذات عندما يسير على هيئة نهيرات عديدة. أما قاع النهر فهو رملي وضفافه واطئة، وفي الفصل المطير تتحد هذه النهيرات إلى نهر واحد كبير وواسع. وعلى بعد 160 كيلومتر من المحيط الهندي يغذي النهر تصريف من بحيرة ملاوي من خلال نهر شاير، وعند اقتراب النهر من مصبه يتشعب ليكون الدلتا.

## المناخ
في شمال حوض الزمبيزي يصل معدل كمية الأمطار السنوية من 1100 إلى 1400 مليمتر وتقل عند الإتجاه جنوبا حتى الوصول إلى المنتصف في المنطقة الجنوبية الغربية. وتهطل الأمطار لمدة 4-6 أشهر في الصيف وهذا يعرف بالفصل المطير. وعندما يدخل النهر في منطقة قرب خط الاستواء ويسير على الحوض من الشمال في الفترة ما بين أشهر أكتوبر ومارس فإن معدل التبخر يصل إلى حد عالي (من 1600 إلى 2300 مليمتر) ويفقد النهر كثيرا من ماءه بسبب التبخر من الأسطح المائية للمستنقعات والسهول الفائضة وخصوصا في جنوب وغربي الحوض

## الحياة البرية

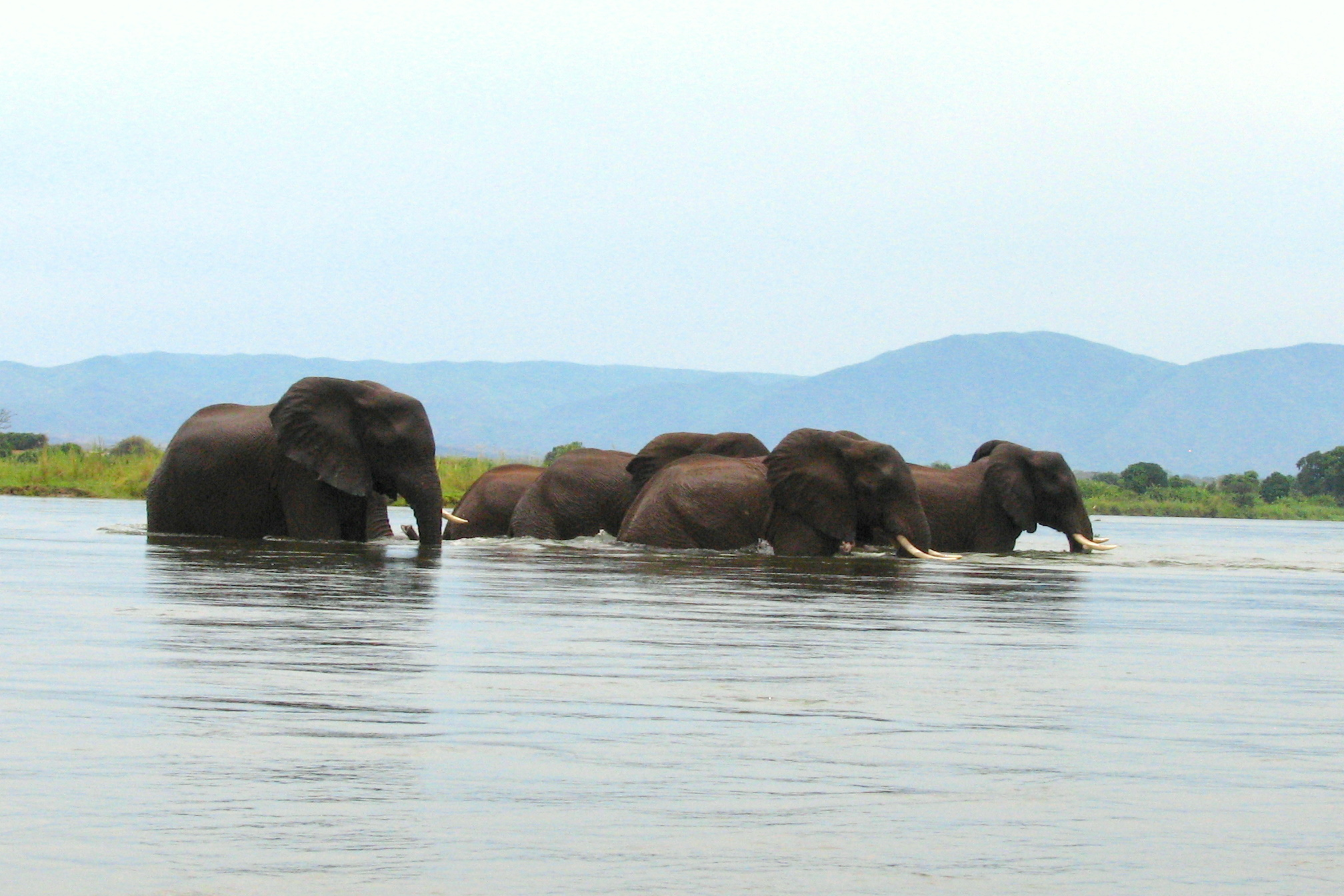
مجموعة من الفيلة تعبر نهر الزمبيزي

يضم نهر الزمبيزي أعدادا كبيرة من الحيوانات البرية، فهناك أفراس النهر بأعدادها الكثيرة على طول امتداد النهر في المواقع الهادئة، وتوجد التماسيح وسحالي الورل في العديد من الأماكن، وتنتشر الطيور بتنوعها وأشكالها وألوانها ولا تنقطع عن هذا النهر ويشاهد منها مالك الحزين والبجع والبلشون الأبيض ونسر السمك الأفريقي وغيرها. كما تضم غابة ريفراين أعدادا مختلفة من الحيوانات مثل الجواميس (البفالو)، والحمر الوحشية، والزراف، والفيلة. كما يوجد في مياه النهر عدة مئات من أنواع السمك ومنها ما هو مستوطن ومهاجر. أما الأنواع المهمة فتشمل أسماك البلطي الذي يصطاد بكميات غزيرة لغذاء الشعوب التي تعيش في المناطق والمدن والقرى حول النهر، وهناك سمك السلور (السمك القط)، وسمك النمر والسمك الأصفر وغيرها من الأنواع. كما يوجد سمك قرش الثور أو ما يسمى قرش الزمبيزي بالإضافة لأنواع متعددة كثيرة في هذا النهر وغيره من الأنهار الأخرى.

## اكتشاف النهر ومنبعه

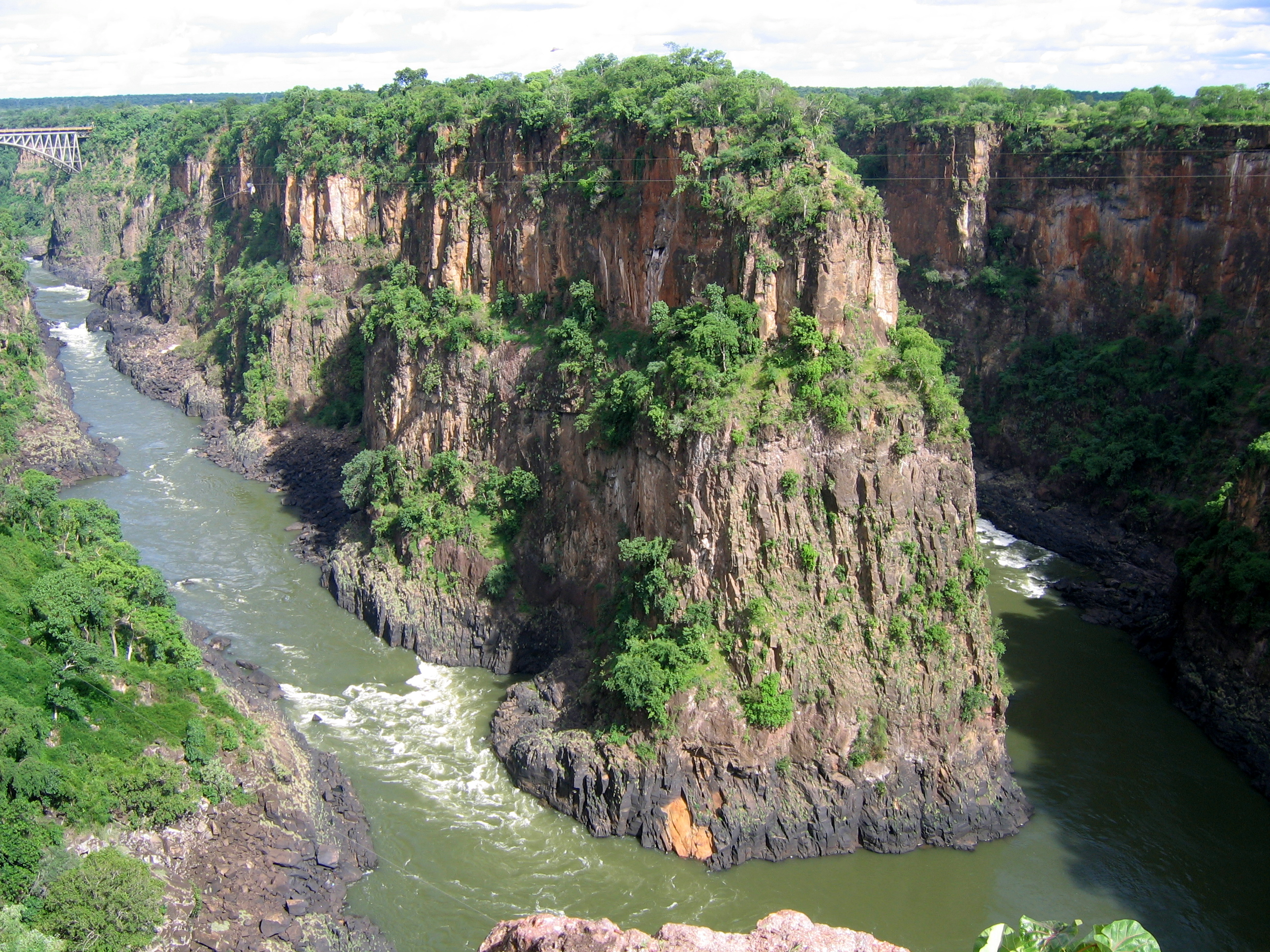
نهر الزمبيزي بعد شلالات فكتوريا

عرف الجغرافيون في القرون الوسطى منطقة الزمبيزي وذلك في مملكة مونوتابا، ووجد في تلك الخرائط القديمة حوض النهر وموقع بحيرة نجامي ونيازا بشكل واضح ودقيق. وهذه المعلومات التي وجدت على الخرائط كان للعرب الريادة في معرفتها آنذاك. أما أول غربي أوروبي زار الزمبيزي الأعلى كان ديفيد لفنجستون في استكشافه لأراضي بيتشوانا Bechuanaland بين عام 1851 وعام 1853، وبعد سنتين أوثلاثة من استكشافه للزمبيزي وفي طريقه لمصب النهر خلال هذه الرحلة اكتشف لفنجستون الشلالات والتي أطلق عليها اسم ملكة إنجلترا فكتوريا. وما بين عام 1858 وعام 1860 رافقه جون كيرك. وواصل لفنجستون صعوده للنهر ومن جهة مصب كونغون، وتتبع حوض رافده نهر شاير وحتى وصوله لبحيرة ملاوي. وفي عام 1878 تتبع المستكشف البرتغالي «سربا بينتو» (بالبرتغالية: Serpa Pinto‏) بعض الروافد الغربية للنهر وأجرى قياسات لشلالات فكتوريا. وفي عام 1884 زار المبشر المسيحي الأسكتلندي فردريك ستانلي أرنولت التابع للحركة المسيحية الأنجليكية لإخوة بلايموث التبشيرية نهر الزمبيزي ووصل إلى الأراضي المرتفعة الفاصلة بين حوض نهر الزمبيزي ونهر الكونغو وعرف منبع نهر الزمبيزي، واعتبر ذلك المستوى والقريب من مرتفع «كاليني» البارد مكانا مناسبا لمهمة التبشير بالنصرانية وقد صاحب أرنولت ستانلي التاجر البرتغالي وضابط الجيش أنطونيو دا سيلفا بورتو (بالبرتغالية: António da Silva Porto‏)
. وفي عام 1889 اكتشف قناة شندي في شمال المصب الرئيس للنهر. وفي عام 1895 إلى عام 1896 وصلت بعثتان استكشافيتان تحت قيادة الرائد سانت هيل جيبونس ثم عادت مرة أخرى ما بين عام 1898 و1900 واستمرتا في عمليات الاستكشاف التي بدأها لفنجستون للحوض الأعلى والأوسط في المنطقة الفاصلة المركزية للزمبيزي.

## أهم المدن على النهر
على طول هذا النهر تعيش مجتمعات بشرية في تلك المناطق الواسعة تعتمد على هذا النهر في مصدر عيشها وحياتها. ومن أهم المدن والبلدات الواقعة على طول هذا النهر هي:
- كاتيما موليلو. التابعة لجمهورية ناميبيا.
- مونغو، لوكولو، لفنجستون، سيشيكي التابعة لجمهورية زامبيا.
- شلالات فكتوريا، كاريبا. التابعة لزيمبابوي.
- سونغو، تيتي. التابعة لموزمبيق.

## وصلات خارجية
- معهد الموارد الدولية / حوض الزمبيزي
- مكافحة الملاريا لنهر الزمبيزي
- السلطات المشرفة على نهر الزمبيزي
- مجتمع الزمبيزي
- خريطة أحواض الأنهار الدولية/ أفريقيا
- المحافظة على الطبيعة/ الأنهار العظمى/ نهر الزمبيزي